# Radhostice
Obec Radhostice se nachází v okrese Prachatice, kraj Jihočeský. Žije zde 153 obyvatel. Starostou obce je Jan Kofroň.

## Historie
První písemná zmínka o obci pochází z roku 1315.

## Rodáci
- V obci se 11. 6. 1934 narodil český historik Josef Hanzal. Po roce 1989 byl zvolen starostou obnoveného Historického klubu. V posledních letech se Josef Hanzal nejvíce věnoval osobnosti historika Josefa Pekaře. Vyvrcholením této jeho činnosti byla monografie Josef Pekař – život a dílo, která vyšla krátce před jeho smrtí. Zemřel 25. 6. 2002 a je pochován na místním hřbitově.
- Narodil se zde (12. května 1927) také pozdější komunistický aparátčík a "semínkový" generál ČSLA Jan Šejna.

## Pamětihodnosti
- Kaple sv. Jana Nepomuckého, na návsi
- Hospoda (čp. 23), u křižovatky severné od návsi
- Výklenková kaplička, naproti hospodě

## Části obce
- Radhostice
- Dvorec
- Libotyně
- Lštění

## Galerie

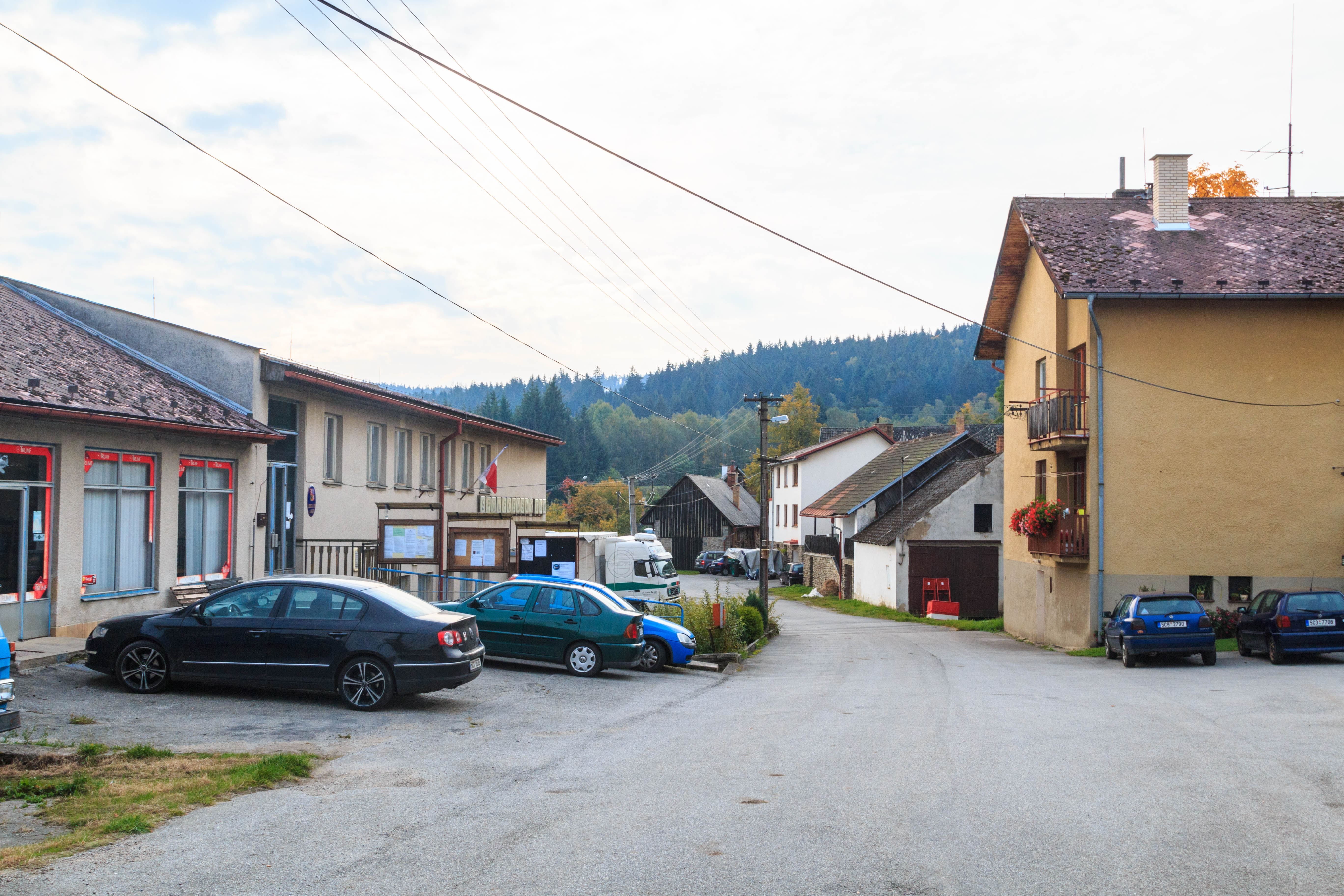
Obecní úřad
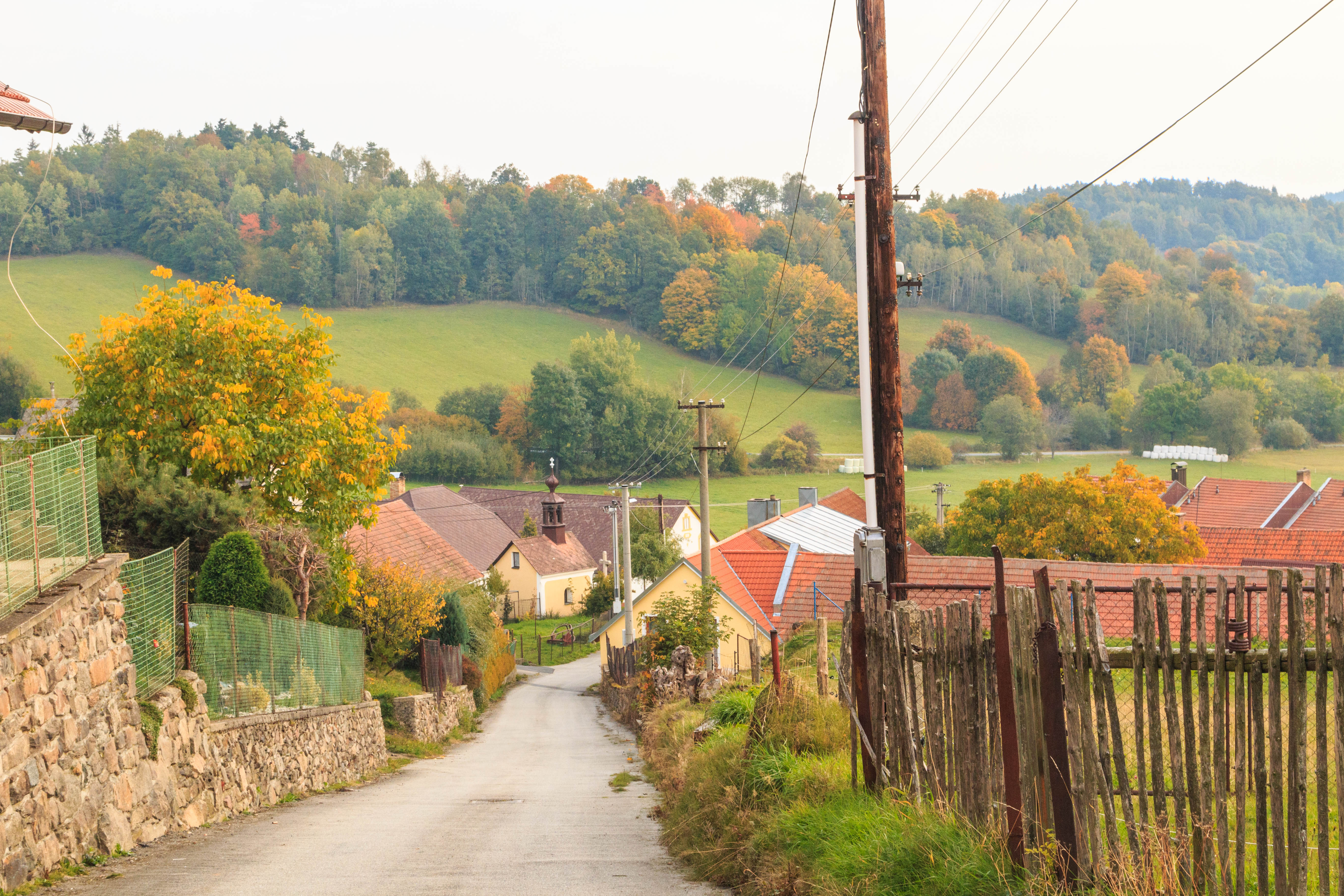
Čp. 30
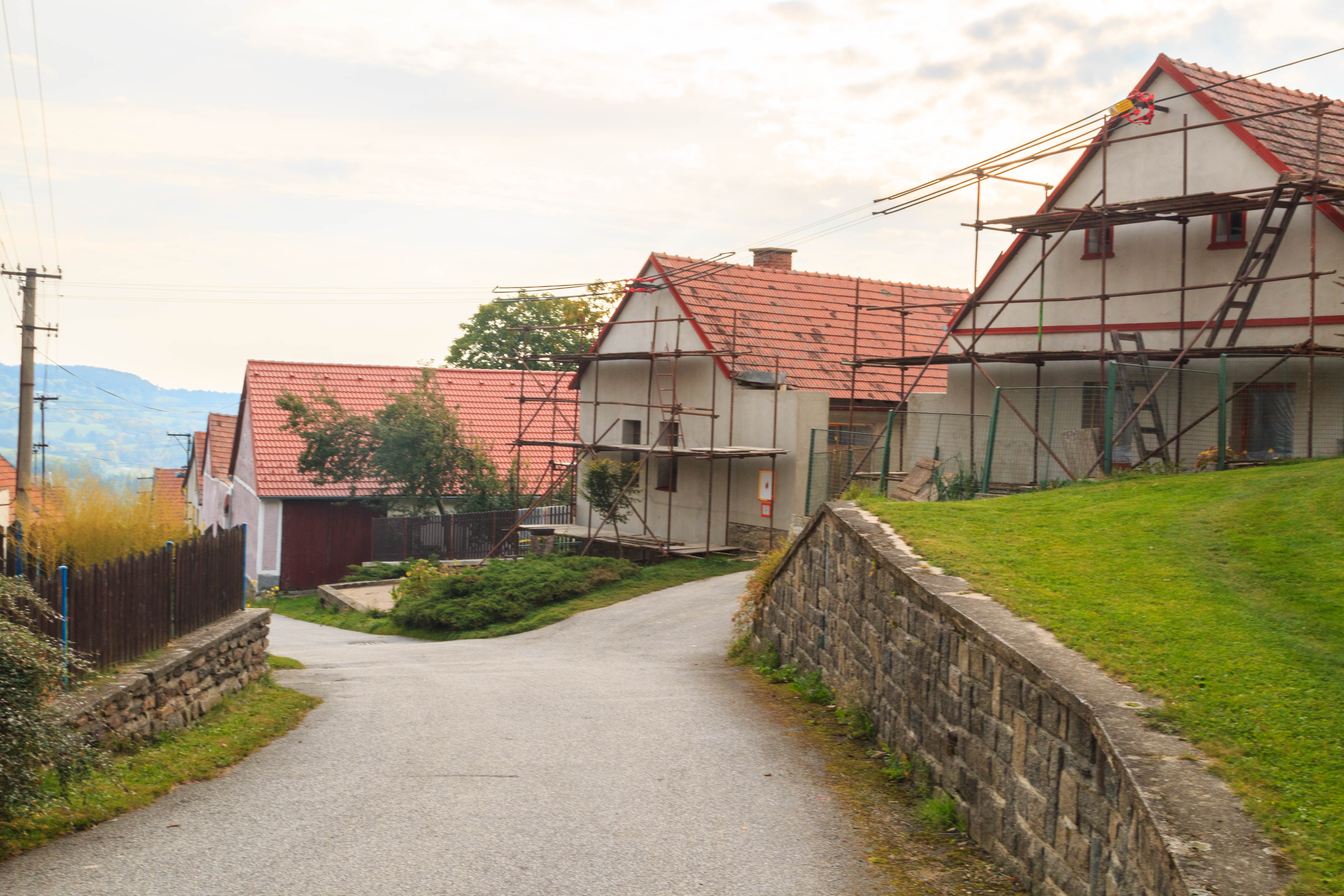
Čp. 35
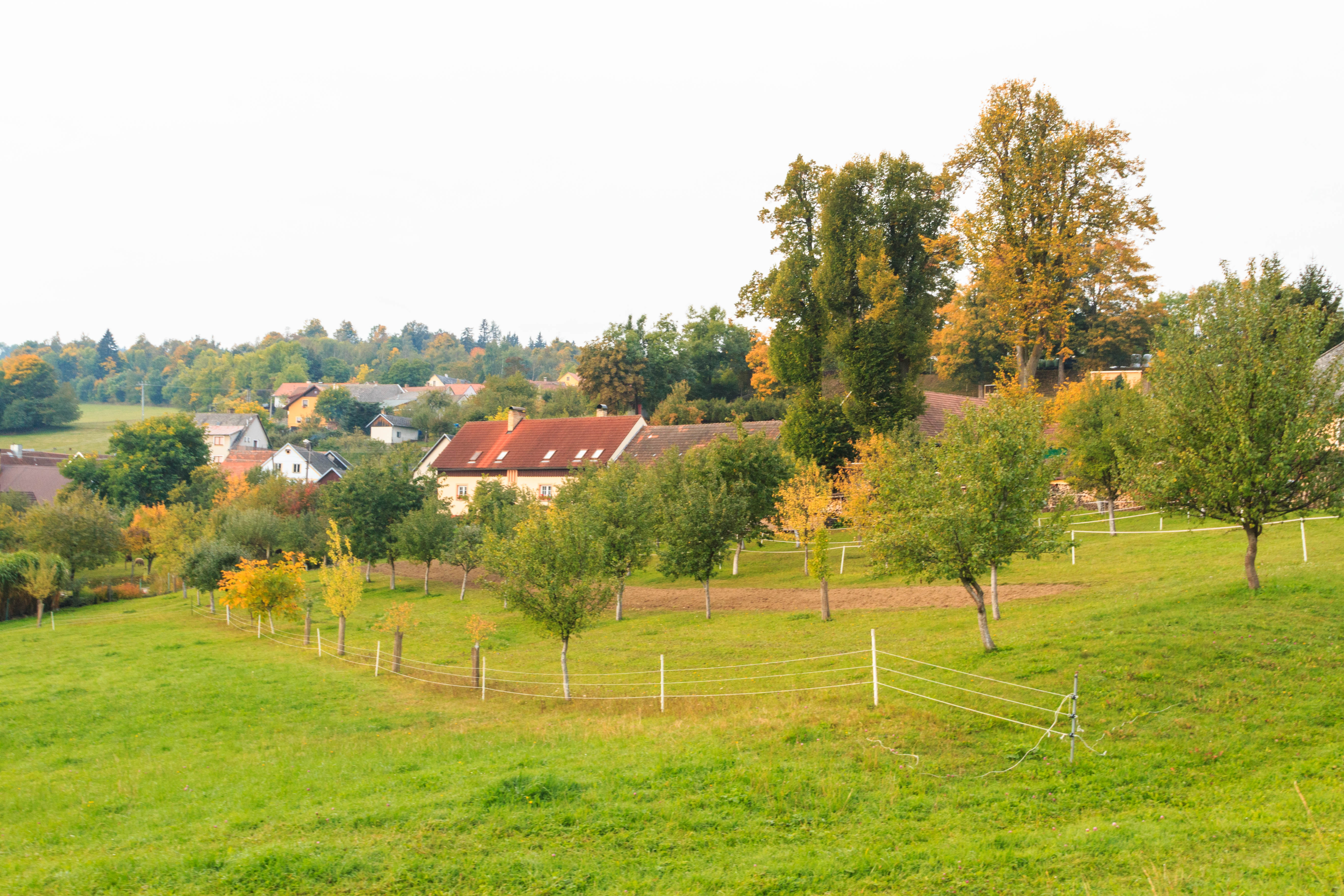
Radhostice ze silnice od Libotyně